# أورومي
الأورومي هو سلاح هندي أصلي، شبيه بالسيف لكن بدلاً من نصل حاد توجد شرائح معدنية مرنة متعددة بما يمكن استخدامه كحزام أو سوط في حالة الحاجة، وهو أحد الأسلحة المستخدمة في فن القتال كالاريباياتو المنتشر في جنوب الهند.
تُستخدم كلمة "أورومي" للإشارة إلى السلاح في المالايالامية . في ولاية كيرالا ، يُطلق عليه أيضًا اسم تشوتوفال ، من الكلمات المالايالامية التي تعني "اللف" أو "الغزل" ( شوتو ) و"السيف" ( فال ).  بدلاً من ذلك، الأسماء التاميلية للسلاح هي سورول كاتي (سكين اللف)، سورول فال (سيف اللف) وسورول باتاكاتي (منجل اللف).

## الشكل
مقبض أورومي مصنوع من الحديد أو النحاس وهو مطابق لمقبض التلوار ، مكتمل بواقي متقاطع وفي كثير من الأحيان قوس مفصل نحيف. يُطلق على المقبض النموذجي اسم "مقبض القرص" من الحافة البارزة على شكل قرص والتي تحيط بالحلق. غالبًا ما يحتوي الحلق على نتوء زخرفي قصير يشبه السنبلة يبرز من مركزه. الشفرة مصنوعة من فولاذ ذو حواف مرنة يبلغ عرضها من 0.75 إلى 1 بوصة (19 إلى 25 ملم). من الناحية المثالية، يجب أن يكون طول الشفرة هو نفس طول ذراع اللحام، وعادةً ما يتراوح بين 4 و5.5 قدم (1.2 و1.7 متر). غالبًا ما يتم ربط شفرات متعددة بمقبض واحد. يمكن أن يحتوي النوع السريلانكي على ما يصل إلى 32 شفرة وعادة ما يكون مزدوج الاستخدام، مع واحدة في كل يد.

## الاستخدام
يتم التعامل مع الأورومي مثل المضربة ولكنه يتطلب قوة أقل نظرًا لأن الشفرة مع قوة الطرد المركزي كافية لإحداث الإصابة. كما هو الحال مع الأسلحة "الناعمة" الأخرى، يتعلم حاملو الأورومي متابعة زخم الشفرة والتحكم فيه مع كل تأرجح، وبالتالي تشمل التقنيات الدوران والمناورات الرشيقة.  هذه الدورات طويلة المدى تجعل السلاح مناسبًا بشكل خاص للقتال ضد العديد من المعارضين. عند عدم الاستخدام، يتم ارتداء الأورومي ملفوفًا حول الخصر مثل الحزام، ويكون المقبض على جانب مرتديه مثل السيف التقليدي.

## الأورومي كإرث
الببتيد الموجود في مخاط ضفدع جنوب الهند يسمى أورومين . هذا الاسم مستوحى من الأورومي ، حيث أن اليورومين يقتل فيروس أنفلونزا H1N1 بشكل فعال.